# Дешамбо
Езерото Дешамбо (на английски: Deschambault Lake) е 9-о по големина езеро в провинция Саскачеван. Площта му, заедно с островите в него е 542 км2, която му отрежда 83-то място сред езерата на Канада. Площта само на водното огледало без островите е 532 км2. Надморската височина на водата е 324 м.
Езерото се намира в източната част на провинция Саскачеван, на около 30 км югоизточно от езерото Ла Ронж. Обемът на водната маса е 3,35 км3. Средна дълбочина 6,2 м, а максимална – 22,4 м. От октомври до май езерото е покрито с дебела ледена кора, като средногодишното колебание на водната повърхност е от порядъка на ±0,5 м.
Дешамбо има силно разчленена брегова линия с дължина от 680 км, като особено в северната част на езерото има множество заливи, полуострови и острови с площ от 10 км2.
Площта на водосборния му басейн е 7356 km2, като в езерото се вливат множество малки реки, най-голяма от които е река Дешамбо, вливаща се от запад в него. От северния ъгъл на езерото изтича река, която чрез система от други малки реки и езеро е ляв приток на река Саскачеван.
Покрай южния и източния бряг на езерото преминава провинциално шосе № 106 от Принс Албърт (провинция Саскачеван) за Флин Флон (провинция Манитоба).